# Josef Seehofer
Josef Seehofer (* 31. März 1896 in Nenningen; † 8. März 1982 in Schwäbisch Gmünd) war ein schwäbischer und römisch-katholischer Priester und Heimatforscher.

## Leben
Seine Schulzeit absolvierte er unter anderem im Untergymnasium in Bad Mergentheim und im Obergymnasium in Ehingen an der Donau. 1915 erfolgte die Aufnahme im bischöflichen Konvikt Wilhelmsstift zum Theologiestudium in Tübingen und wurde Mitglied der Theologengesellschaft Guelfia Tübingen. Das Studium unterbrach er bereits im Mai 1915, um Kriegsdienst zu leisten, zunächst als freiwilliger Krankenpfleger, dann bis Ende des Ersten Weltkriegs als Soldat in einem Infanterieregiment. Im Krieg wurde er einmal schwerer verwundet, erhielt einige militärische Auszeichnungen und erreichte den Rang eines Unteroffiziers. Sein nach dem Krieg wieder aufgenommenes Studium schloss er 1922 ab, worauf die Priesterweihe folgte. Seehofer bekleidete in der Folge Stellen als Vikar und Kaplaneiverweser in Aalen, Lauterburg, Ellenberg und Herbertingen. Von 1927 bis 1934 wirkte er als Pfarrer in Burgberg, anschließend bis 1954 in Bargau und dann noch bis 1964 in Sulmingen bei Biberach. 1964 ging er in den Ruhestand und zog 1967 nach Schwäbisch Gmünd um, wo er bis zu seinem Tod lebte.

## Schaffen
Als heimatgeschichtlich interessierter Mensch entfaltete Seehofer insbesondere als Ruheständler umfangreiche lokalgeschichtliche Forschungen, aus denen zahlreiche Publikationen hervorgingen. In diesen beschrieb er die Geschichte seines Geburtsorts und machte auch viele seiner Wirkungsstätten mit den Nachbarorten zum Thema historiografischer Beschreibungen. Bis kurz vor seinem Tod arbeitete er noch an einer Ortsgeschichte von Rechberg bei Schwäbisch Gmünd, die er aber nicht mehr vollenden konnte.
Josef Seehofers Einsatz und Wirken in Bargau wurden dort 1976 mit der Benennung einer Straße nach ihm gewürdigt. Im gleichen Jahr wurde ihm das Bundesverdienstkreuz am Bande verliehen. Honoriert wurden unter anderem sein mutiges Verhalten im Einsatz für Familienangehörige von Gegnern der NS-Diktatur, sein Eintreten für eine friedliche Übergabe Bargaus an das US-Militär am Ende des Zweiten Weltkriegs sowie die Aufnahme einer kinderreichen Flüchtlingsfamilie im Pfarrhaus trotz akuter Wohnungsnot in der unmittelbaren Nachkriegszeit.

## Schriften
Seehofer veröffentlichte eine Reihe von Aufsätzen in lokalgeschichtlichen Zeitschriften und Heimatbeilagen, so vor allem in den Gmünder Heimatblättern, in den Gmünder Geschichtsblättern sowie in den Zeitschriften einhorn und Stauferland. Daneben publizierte er auch einige historiografische Abhandlungen in Buchform. Unter anderem:
- Die Friedhofskapelle zum heiligen Leonhard in Schwäbisch Gmünd (= Gmünder Hefte, Heimatkundliche Schriftenreihe Bd. 8), hrsg. v. Stadtarchiv Schwäbisch Gmünd, Schwäbisch Gmünd 1969.
- Ortsgeschichte von Nenningen (Kreis Göppingen), Walter, Ludwigsburg 1970.
- Herlikofen, Hussenhofen, Zimmern, Burgholz und Hirschmühle in Vergangenheit und Gegenwart, hrsg. v. Stadtarchiv Schwäbisch Gmünd, Einhorn-Verlag, Schwäbisch Gmünd 1977, ISBN 3-921703-20-4.
- Bargau in Vergangenheit und Gegenwart (= Gmünder Hefte, Heimatkundliche Schriftreihe Bd. 11), 2. erw. Auflage der 1953 erschienenen Publikation Bargau in Geschichte und Gegenwart, hrsg. v. d. Stadtverwaltung Schwäbisch Gmünd, Schwäbisch Gmünd 1979.[2]
- Degenfeld in Vergangenheit und Gegenwart (= Gmünder Hefte, Heimatkundliche Schriftenreihe Bd. 13), hgrs. v. Stadtarchiv Schwäbisch Gmünd, Einhorn-Verlag, Schwäbisch Gmünd 1978, ISBN 3-921703-22-0.
- Stadt Weißenstein und Gemeinde Nenningen sind seit 1. Januar 1974 Stadt Lauterstein in Vergangenheit und Gegenwart, hrsg. v. der Stadt Lauterstein, Einhorn-Verlag, Schwäbisch Gmünd 1981, ISBN 3-921703-32-8.